# Utricularia longifolia
Utricularia longifolia — вид рослин із родини пухирникових (Lentibulariaceae).

## Біоморфологічна характеристика

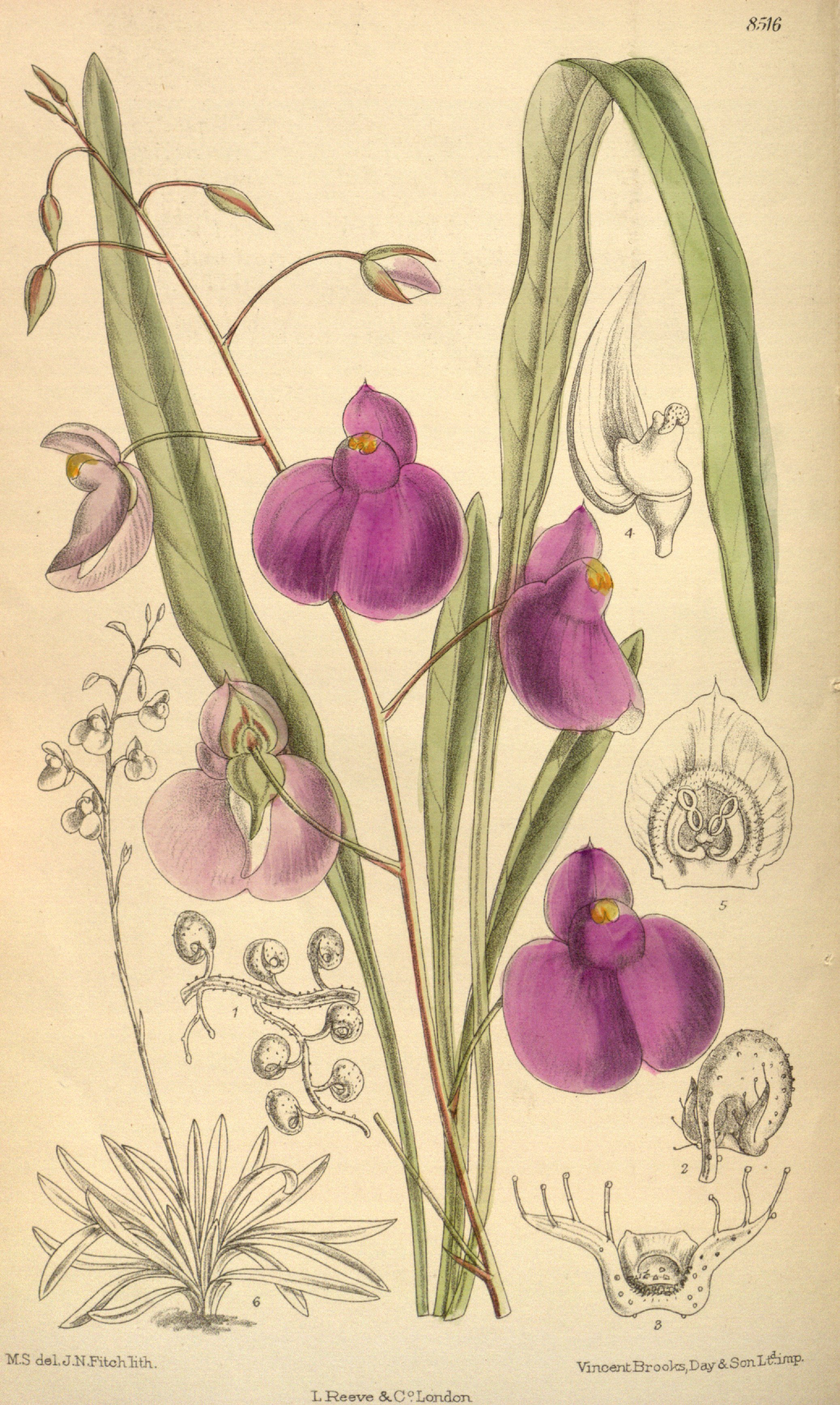
ілюстрація

Це наземна багаторічна рослина. Квітки світлі, пурпурні.

## Середовище проживання
Цей вид здебільшого обмежується горами вздовж атлантичного узбережжя Бразилії та всередині країни в штаті Баія.
Цей вид зазвичай росте на вологих скелях, але також може траплятися в сезонно вологих трав'янистих місцевостях і саванах; на висотах від 0 до 1000 метрів.

## Використання
Вид є популярним об'єктом для вирощування ентузіастами хижих рослин. Торгівля не представляє суттєвої загрози.